# Lophosia angusticauda
Lophosia angusticauda là một loài ruồi trong họ Tachinidae.